# Église Saint-Nicolas de Besmont
L'église Saint-Nicolas de Besmont est une église située à Besmont, en France.

## Localisation
L'église est située sur la commune de Besmont, dans le département de l'Aisne.